# Daniel Wallén
Daniel Wallén, även kallad "Järnrörs-Daniel". (född 1975) är en bordshockeyspelare och dokusåpadeltagare.

## Bordshockey
Wallén gjorde en blygsam tävlingsdebut i bordshockey under slutet av 1980-talet, men kunde snart delta i större sammanhang. Han vann Bordshockey-VM 2003 i Zürich och Bordshockey-SM 2005. Under en period var han med i svenska bordshockey-landslaget.

## Meriter
- 1:a VM 2003
- 1:a lag-VM 1992, 1995, 2003 och 2007
- 1:a Moscow Cup 2005
- 1:a SM 2005
- 1:a Oslo Open 2002 och 2003
- 1:a Ryska lagmästerskapen 2006
- 1:a JSM 1991
- 1:a Dubbel-SM 1997
- 1:a Hubbard Hall Invitational Consolation Cup 1998
- 13 segrar i SBL
- 6 segrar i Norrlandsmästerskapen
- 4 segrar i DM i Västernorrland
- 1:a i DM i Västerbotten 1994
- 2:a i VM 1995
- 2:a i lag-VM 2005
- 2:a i Moscow Cup 2007
- 2:a i SM 1994
- 2:a i Riga Open 2006
- 2:a i Helsinki Open 2003
- 2:a i Oslo Open 1998 och 2006
- 2:a i WTHT 06/07
- 2:a i SBL 97/98
- Årets komet i SBHF 94/95
- Nominerad till Årets Rookie i SBHF 90/91
- Nominerad till Årets Mål i SBHF 03/04
- Nominerad till Årets Spelare i NBA (Norges Bordhockeyallianse) 03/04

## Deltagande iBaren
År 2000 deltog Daniel Wallén i dokusåpan Baren. Under ett bråk med deltagaren Rikard Johansson, slog Wallén till Johansson med ett järnrör. Johansson polisanmälde misshandeln som filmades. Leif Silbersky var Walléns advokat. Wallén hävdade under rättegången att produktionsbolaget Strix provocerade fram misshandeln . År 2001 dömdes Wallen till böter och skadestånd..